# Свєнціцький Іларіон Семенович

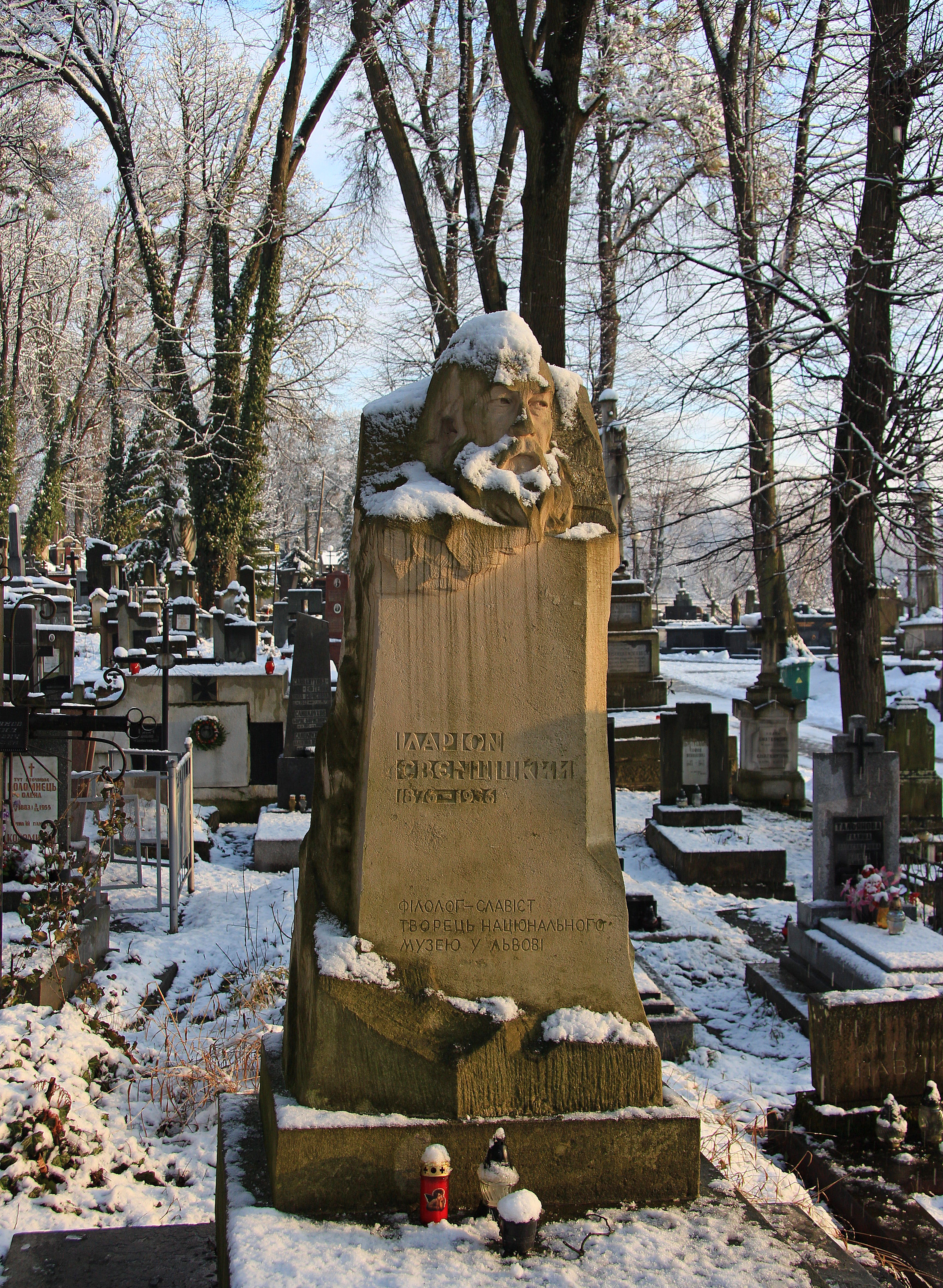
Могила Іларіона Свєнціцького на 21 полі Личаківського цвинтаря у Львові

Іларіо́н Семе́нович Свєнці́цький (7 квітня 1876, Буськ, нині Львівська область — 18 вересня 1956, Львів) — український філолог, етнограф, музеєзнавець, громадсько-культурний діяч, доктор філологічних наук з 1902 р., дійсний член НТШ з 1914 р. Депутат Верховної Ради УРСР 2-го скликання. Батько мистецтвознавиці Віри Свєнціцької.

## Біографія
Народився 7 квітня 1876 року в містечку Буськ, нині Львівська область (тоді Королівство Галичини та Володимирії, Австро-Угорщина).

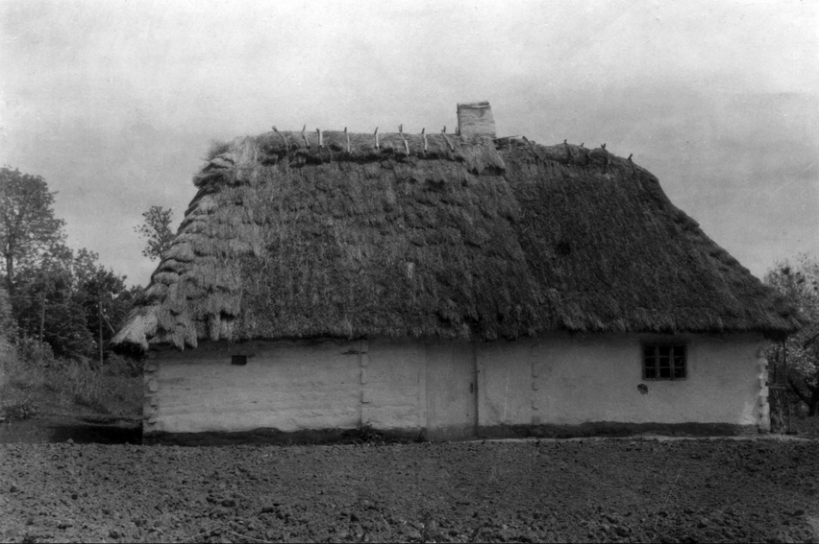
Хата в Буську, в якій народився І. С. Свєнціцький. Це хата діда (по матері) Кучинського

Закінчив фізико-математичний факультет Львівського університету (1899), продовжив навчання як вільний слухач історико-філологічного факультету Петербурзького університету та Археологічного інституту в Петербурзі. Лінгвістичну освіту поглибив у Відні під керівництвом В. Ягича, захистив докторську дисертацію.
1905–1952 — директор Національного музею у Львові (у 1939–1990 рр. — Державний музей українського мистецтва).
З 1913 року — приват-доцент кафедри слов'янської філології Львівського університету. Впродовж 1921–1925 років викладав в Українському таємному університеті у Львові. У 1944–1950 — завідувач кафедри слов'янської філології Львівського університету. З 1944 — завідувач Львівського відділу Інституту мовознавства, який 1951 року ввійшов до структури Інституту суспільних наук АН УРСР.
Помер у Львові. Похований на 21 полі Личаківського цвинтаря; поряд — могила Михайла Павлика з сестрою Анною.

## Музейна діяльність
1905–1952 — директор Національного музею у Львові (у 1939–1990 рр. — Державний музей українського мистецтва).
Відомий вчений, людина із стійким характером, він мужньо відстоював музейні колекції в роки Першої світової війни. Його боротьба зумовила арешт 6 червня 1915 — як пропагандиста «мазепинських» ідей — і депортацію з сім'єю до Росії. Повернувся до Львова у березні 1918. В часи польської влади йому, «гайдамаці», довелося проводити велику роботу з розбудови музею під постійним поліцейським наглядом.

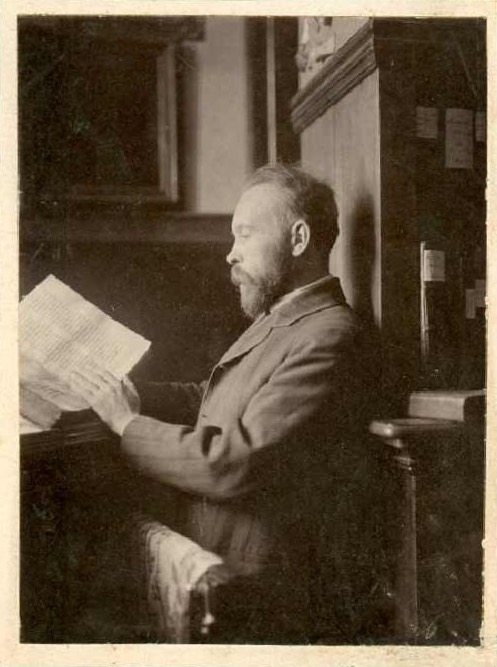
Іларіон Свєнціцький у бібліотеці музею

Події вересня 1939 не полегшили мистецьку роботу видатного вченого. У жовтні 1939 Національний музей приєднали до Львівської картинної галереї як «український відділ». Як наслідок, визнана у світі культурно-мистецька установа перестала існувати.
У лютому 1940, занепокоєний долею колекції Голуховського, яка знаходилася в новоствореному Палаці піонерів і без фахового догляду могла бути знищена або загинути, Свєнціцький звернувся до відділу мистецтв при облвиконкомі з клопотанням передати її до Картинної галереї.
У березні 1941 року його перевели на посаду завідувача відділом. Вчений робив усе, щоб зберегти колектив і музейні колекції, не припиняв діяльність і під час нацистської окупації.
В 1947–1950 рр. арештували співробітників львівського музею М. Батога, Є. Кравчука, С. Сампару, О. Бордун, а також доньку Свєнціцького Віру, коли вона поверталася з відрядження з Москви.
У травні 1950 року заступником директора музею був призначений далекий від музейної роботи художник В. Любчик, який виконував завдання із виявлення «націоналістичних» та «формалістичних» творів мистецтва і подальшого їх знищення.
Навесні 1952 Іларіона Свєнціцького звинуватили в тому, що він із 2436 художніх творів, переданих до музею Комітетом у справах мистецтв при Раді Міністрів України, помістив до експозиції лише 124, мотивуючи свої дії тим, що подібне «збагачення» було «лише кількісне, а не якісне». Комісія поставила питання про заміну керівництва музею — директора і його заступника М. Драгана, активного діяча української мистецької організації «АНУМ» (Асоціація незалежних українських митців).
Свєнціцький усіма силами протистояв цинічним діям влади щодо знищення мистецьких творів Музею українського мистецтва — списки яких, складені у травні 1952, включали 2115 одиниць. Серед вилучених музейних предметів — полотна видатних українських художників О. Новаківського, М. Сосенка, Ф. Красицького, П. Холодного, М. Бойчука, С. Гординського, О. Кульчицької, М. Глущенка, Г. Нарбута та інших (портрети січових стрільців, діячів Греко-католицької церкви), роботи митців, засуджених як «буржуазних націоналістів». За це Свєнціцький був знятий з посади директора музею і переведений на наукову роботу до Інституту суспільних наук АН УРСР. В характеристиці керівництва Львівського філіалу АН УРСР на професора І. Свєнціцького від лютого 1952 зазначалося, що як директор українського музею він допустив «засмічення фондів музейної бібліотеки націоналістичною літературою», «виявляв явну протидію вилученню націоналістичної літератури» (якої в серпні 1951 було вилучено понад 2500 книг). На початку серпня 1952, скориставшись відпусткою Свєнціцького, за наказом секретаря Львівського обкому партії Костянтина Литвина культурні цінності двома вантажівками за три рейси перевезли до Львівської бібліотеки АН УРСР «для знищення націоналістичних антирадянських експонатів». Також сюди привезли 4,5 тис. історичних книг та 2 ящики музейної зброї. За свідченнями очевидців, імпровізований крематорій для творів мистецтва димів над містом кілька днів.
1955 року Костянтин Литвин, перебуваючи на посаді міністра культури УРСР, наказом зобов'язав керівництво Львівського історичного музею, Музею українського мистецтва і Картинної галереї скласти до 15 грудня 1955 списки експонатів, що «пов'язані з діяльністю різних українських і польських „буржуазно-націоналістичних“ організацій, та картин, які за своєю ідейною спрямованістю не можуть експонуватися», з метою їх вилучення з фондів цих закладів. Проте в квітні 1956 новий міністр культури УРСР І. Шаблій скасував рішення попередника і повернув списки назад, мотивуючи, що «знищувати ці матеріали недоцільно, тому що вони можуть мати інтерес для окремих дослідників при вивченні історичних матеріалів». Такі дії влади щодо колекцій Національного музею шкідливо відбилися на стані здоров'я Іларіона Свєнціцького, для якого Музей був справою життя.

## Наукова діяльність
Наукові інтереси: мовознавство, зокрема історія української мови, порівняльно-історичне мовознавство, діалектологія, палеографія, літературознавство, рукописні пам'ятки і стародруки, українське мистецтво найдавнішого періоду, музейна справа тощо.
Як філолог вивчав мову окремих рукописних пам'яток (дипломатика старокиївських договорів з греками, Бучацьке Євангеліє ХІІІ століття, Лаврашівське Євангеліє початку XIV століття, Новосадський апостол XIV століття, Галицько-Волинський літопис), дав «Нариси з історії української мови XI — XVIII століття» (1920) з даними про середньовічну добу в історії української літературної мови, описав фонетичні особливості бойківської говірки с. Бітлі, склав граматики української мови для поляків (1922) та російської мови для українців (1902) і поляків (1915, 1931).

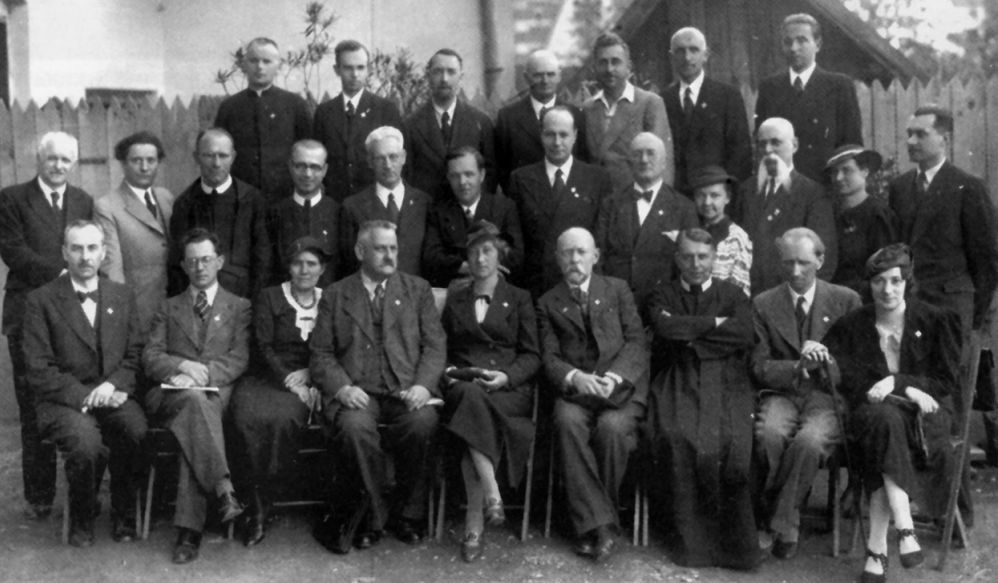
Учасники V з’їзду українських музеологів у Перемишлі (16–17 травня 1937 року). У першому ряді четвертий справа – І. С. Свєнціцький

Досліджував історію відродження Закарпаття («Материалы по истории возрождения Карпатской Руси», 2 тт., 1905–1909) і зв'язки українців з Ф. Міклошічем.
У 1957 вийшли його «Нариси з історії болгарської літератури», а нариси сербохорватської літератури й обох літературних мов залишилися в рукописі.
Склав також нариси з історії російської літератури 19-20 століть (1902—1905), вивчав окремих українських письменників: «Винниченко, спроба літературної характеристики» (1920), «Шевченко в світлі критики й дійсности» (1922), «Суспільне тло творчості І. Франка 1856—1916 pp.» (1930) та білоруську літературу.
З ділянки бібліографії дав «Опис рукописів Народного дому з колекції А. С. Петрушевича», т. 1-3 (1906–1941), «Опис кириличних рукописів Національного Музею. Пергамінові рукописи XII–XV століть» (1933) та інші.
При всьому знанні давніх джерел Свєнціцький не раз робив хибкі висновки (наприклад, «Слово о полку Ігореві» уважав твором XV століття, Лаврашівське Євангеліє характеризував як білоруський рукопис тощо).
Був першим галицьким фаховим музеєзнавцем: під його керівництвом Національний Музей став майстернею науково-студійної праці.
Мистецтвознавчі дослідження зосередив насамперед на вивченні орнаментики рукописної книги («Прикраси рукописів Галицької України XVI століття», 1922–1923), гравюри («Початки книгопечатання на землях України», 1924) та галицького іконопису («Іконопись Галицької України XV–XVI століть», 1928; «Ікони Галицької України XV–XVI століть», 1929 — досі ілюстративно найповніше видання з цієї ділянки).
Є автором праці «Розвиток українського мистецтва в Західній Україні» (1944).
Як історик мистецтва належав до так званої «старої школи», що головний натиск клала на опис мистецьких творів; зібрав і упорядкував великий музейний матеріал.
Був також ентузіастом нового мистецтва і з 1931 року влаштовував у музеї ґалерею українських модерних картин.
Як етнограф вивчав виникнення українських колядок і щедрівок («Різдво Христове в поході віків», 1933) та похоронні голосіння.

## Філософ
Під час університетських студій у Свєнціцького визріває ідея написати докторат на тему «Історія філософії на Русі з XI до XVIII століття», науковим керівником якого погодився стати професор Твардовський. Працюючи з джерелами у Петербурзі, вченому все ж не судилося захистити дисертацію у Львові — через несприятливе політичне становище у Галичині, викликане, як вказує Стапан Іваник, «загостренням польсько-українського протистояння в боротьбі за Львівський університет». Праця, проте, вийшла з друку у Львові 1901 року під назвою «Початки філософії в руській літературі XI–XVI ст.».

## Родина
Іларіон Свєнціцький народився в родині народного вчителя Семена (Симеона) Свєнціцького і його дружини Іванни з Кучинських. Родина Свєнціцьких походила з Білорусі і початково мала форму прізвища Святицькі, яку Іларіон Семенович періодично вживав при публікаціях.

### Родова схема
Теодор (Федір) Свєнціцький (*? — †?)
- Семен (Симеон) Свєнціцький (*1842 — †1926) — управитель школи в Убині ∞ Іванна (Іоанна) Кучинська (*1850 — †1934)
  - Іларіон Свєнціцький (*1876 — †1956) ∞ Анісія Вострякова (*1890 — †1974)
    - Віра Свєнціцька (*1913 — †1991)
    - Марія Свєнціцька (*1918 — †2006) — філолог-германіст, викладач Львівського університету

  - Ольга Свєнціцька (*? — †?) ∞ о. Василь Чайковський гербу Сас (*? — †?)
    - о. Роман Чайковський гербу Сас (*1905 — †1995) ∞ Надія Калиневич (*1910 — †1981)
    - Данило Чайковський гербу Сас (*1909 — †1972)
    - Марта Чайковська гербу Сас (*1919 — †2003) ∞ NN Сподар (*? — †?)
    - Ірина Чайковська гербу Сас (*? — †?) ∞ NN Глушич (*? — †?)

  - Наталія Свєнціцька (*? — †після 1918)
  - NN Свєнціцька (*? — †?)

## Праці
- Обзор сношений Карпатской Руси с Россией в первую половину XIX в. — 1906
- Бучацьке Євангеліє, палеографічний опис (1911)
- Основи науки про мову українську (1918),
- Скит Манявський і Богородчанський іконостас (у співавторстві із М. Драганом та В. Пещанським). (1926)
- Мова Галицько-Волинського літопису (1949),
- Опис рукописів народного дому з колекції А. Петрушевича (т.1-3, 1906—1911)
- Початки книгопечатання на землях України (1924)
- Смоленська грамота 1229 р. у світлі дослідів чергування напівголосних і голосних у слов'янських мовах XIX—XX ст. // Питання слов'янського мовознавства. Кн.3. — Львів, 1955. — С. 114—122;
- Західноукраїнські грамоти XIV—XV ст. // Питання українського мовознавства. Кн. 2. — С. 3—27 та ін.
- Повніший перелік праць Свєнціцького — у журналі «Питання слов'янського мовознавства», кн. 5 (1958).
- Свєнціцький І. Музеї і музейництво. Нариси і замітки. — Львів, 1920.
- Свенціцький І. Нариси з історії української мови / І. Свенціцький. – Львів : З друк ”Діла”, 1920. – 100 с.
- Свенціцький І. Основи науки про мову українську / Іларіон Свенціцький. – Київ : Вид. т-ва ”Час” у Києві, 1917. – 72 с.